# Friedrich I. von Schaesberg
Friedrich I. von Schaesberg (genannt 1453–1472) war der Chef des niederrheinischen Adelsgeschlechtes von Schaesberg.

## Leben

Wappenschild seit 1510

Friedrich erscheint immer wieder in Dokumenten in den Jahren 1453 bis 1472. Er war der erstgeborene Sohn von Wilhelm II. von Retersbeck und Yolenta de Lonchis und verheiratet mit Margaretha von Horrich. Mit ihr hatte er zwei Kinder, Wilhelm IV. und Margaretha. Ein Notariatsinstrument aus dem Jahre 1514 verweist auf eine mögliche weitere Tochter Friedrichs, eine prämonstratensische Nonne mit dem Namen Maria. Margarethe heiratete Johan Krümmel von Eynatten zu Flamersheim.
Ab Friedrich nannte sich die Familie ausschließlich von oder van Schaesberg. Im Wappen derer von Schaesberg verbleiben jedoch bis heute die Verweise auf die Verbindung zu Retersbeck. Das heißt, neben dem blauen Turnierkragen mit darunter liegenden drei roten Kugeln in silbernem Felde im Wappenfeld eins und vier erhalten die Retersbeckschen Insignien, das rote Hirschgeweih von vier Enden in Gold, im zweiten und dritten Feld ihren Platz.